# Tour de France 1950
Il Tour de France 1950, trentasettesima edizione della Grande Boucle, si svolse in ventidue tappe tra il 13 luglio e il 7 agosto 1950, per un percorso totale di 4 775 km. Fu vinto dal passista-scalatore svizzero Ferdi Kübler (al primo podio nella corsa a tappe francese). Kubler, primo corridore elvetico ad imporsi al Tour, terminò le proprie fatiche sulle strade francesi con il tempo di 145h36'56". Prima di Kübler soltanto un altro svizzero, Leo Amberg, era finito sul podio di Parigi, nell'edizione 1937 come terzo della classifica generale.
Al secondo posto della classifica generale si piazzò il belga Stan Ockers (al primo podio della carriera al Tour); il passista-scalatore francese Louison Bobet (anch'egli al primo podio assoluto conseguito nella Grande Boucle dopo averlo soltanto sfiorato nell'edizione del 1948, allorché era giunto quarto), astro nascente del mondo del pedale, si classificò terzo.
Questa edizione del Tour fu condizionata dalla decisione della squadra italiana di ritirarsi dopo l'undicesima tappa, con Fiorenzo Magni in maglia gialla, su insistenze di un irremovibile Gino Bartali, che era stato aggredito, in questa frazione pirenaica con arrivo a Saint Gaudens, sul Col d'Aspin da sciovinisti francesi preoccupati che alla Gran Boucle si potesse veder passare ancora una volta, come nei due anni precedenti, vittorioso in maglia gialla sotto il traguardo finale di Parigi, ancora un italiano. Alcuni giorni dopo il ritiro degli Azzurri, il passaggio del Tour in Italia venne tolto, con l'intento, da parte degli organizzatori di Corsa, di prevenire eventuali rappresaglie di tifosi italiani; e l'arrivo e, il giorno dopo, la ripartenza di tappa in Sanremo furono, per ciò, spostati a Mentone.

## Tappe
| Tappa  | Data      | Percorso                                  | km   | Vincitore di tappa | Leader cl. generale |
| ------ | --------- | ----------------------------------------- | ---- | ------------------ | ------------------- |
| 1ª     | 13 luglio | Parigi > Metz                             | 307  | Jean Goldschmit    | Jean Goldschmit     |
| 2ª     | 14 luglio | Metz > Liegi (BEL)                        | 241  | Adolfo Leoni       | Jean Goldschmit     |
| 3ª     | 15 luglio | Liegi (BEL) > Lilla                       | 232  | Alfredo Pasotti    | Bernard Gauthier    |
| 4ª     | 16 luglio | Lilla > Rouen                             | 231  | Stan Ockers        | Bernard Gauthier    |
| 5ª     | 17 luglio | Rouen > Dinard                            | 316  | Giovanni Corrieri  | Bernard Gauthier    |
|        | 18 luglio | giorno di riposo                          |      |                    |                     |
| 6ª     | 19 luglio | Dinard > Saint-Brieuc (cron. individuale) | 78   | Ferdi Kübler       | Jean Goldschmit     |
| 7ª     | 20 luglio | Saint-Brieuc > Angers                     | 248  | Nello Lauredi      | Bernard Gauthier    |
| 8ª     | 21 luglio | Angers > Niort                            | 181  | Fiorenzo Magni     | Bernard Gauthier    |
| 9ª     | 22 luglio | Niort > Bordeaux                          | 206  | Alfredo Pasotti    | Bernard Gauthier    |
| 10ª    | 23 luglio | Bordeaux > Pau                            | 202  | Marcel Dussault    | Bernard Gauthier    |
|        | 24 luglio | giorno di riposo                          |      |                    |                     |
| 11ª    | 25 luglio | Pau > Saint-Gaudens                       | 230  | Gino Bartali       | Fiorenzo Magni      |
| 12ª    | 26 luglio | Saint-Gaudens > Perpignano                | 233  | Maurice Blomme     | Ferdi Kübler        |
| 13ª    | 27 luglio | Perpignano > Nîmes                        | 215  | Marcel Molinès     | Ferdi Kübler        |
| 14ª    | 28 luglio | Nîmes > Tolone                            | 222  | Custodio Dos Reis  | Ferdi Kübler        |
| 15ª    | 29 luglio | Tolone > Menton                           | 206  | Jean Diederich     | Ferdi Kübler        |
| 16ª    | 30 luglio | Menton > Nizza                            | 96   | Ferdi Kübler       | Ferdi Kübler        |
|        | 31 luglio | giorno di riposo                          |      |                    |                     |
| 17ª    | 1º agosto | Nizza > Gap                               | 229  | Raphaël Géminiani  | Ferdi Kübler        |
| 18ª    | 2 agosto  | Gap > Briançon                            | 165  | Louison Bobet      | Ferdi Kübler        |
| 19ª    | 3 agosto  | Briançon > Saint-Étienne                  | 291  | Raphaël Géminiani  | Ferdi Kübler        |
|        | 4 agosto  | giorno di riposo                          |      |                    |                     |
| 20ª    | 5 agosto  | Saint-Étienne > Lione (cron. individuale) | 98   | Ferdi Kübler       | Ferdi Kübler        |
| 21ª    | 6 agosto  | Lione > Digione                           | 233  | Gino Sciardis      | Ferdi Kübler        |
| 22ª    | 7 agosto  | Digione > Parigi                          | 314  | Emile Baffert      | Ferdi Kübler        |
| Totale | Totale    | Totale                                    | 4775 |                    |                     |

## Squadre e corridori partecipanti
| N.    | Cod. | Squadra          |
| ----- | ---- | ---------------- |
| 1-10  | ITA  | Italia           |
| 11-20 | BEL  | Belgio           |
| 21-30 | FRA  | Francia          |
| 31-36 | CHE  | Svizzera         |
| 37-42 | LUX  | Lussemburgo      |
| 43-48 | NLD  | Paesi Bassi      |
| 49-54 | CAD  | Cadetti italiani |

| N.      | Cod. | Squadra                |
| ------- | ---- | ---------------------- |
| 55-60   | AIG  | Aiglons Belges         |
| 61-70   | PAR  | Parigi                 |
| 71-80   | INE  | Île-de-France Nord-Est |
| 81-90   | OVE  | Ovest                  |
| 91-100  | CSO  | Centro-Sud Ovest       |
| 101-110 | SES  | Sud Est                |
| 111-116 | NAF  | Nord Africa            |

## Resoconto degli eventi
La svolta di questo Tour 1950 si ebbe durante la dodicesima tappa, da Saint-Gaudens a Perpignano: la squadra italiana, con Fiorenzo Magni che indossava la maglia gialla, appena conquistata il giorno precedente nella tappa vinta da Gino Bartali, si ritirò dalla corsa in seguito alle pressioni e alle insistenze dello stesso Bartali, che disse di essere stato aggredito (cosa non provata) sul Col d'Aspin da alcuni spettatori francesi. Infatti, a seguito di una accanita e feroce campagna stampa dei giornali francesi contro la nazionale italiana svoltasi prima del tour, i corridori italiani che stavano dominando le prime tappe di quel tour ricevano dagli spettatori un gran numero di insulti e sassate.
Il corridore che vinse il maggior numero di tappe (tre su ventidue) fu proprio il vincitore finale della manifestazione, Ferdi Kübler. Kubler vestì la maglia gialla alla fine delle ultime undici tappe, quindi per la metà della durata del Tour.
Al Tour de France 1950 parteciparono 116 corridori, dei quali 51 giunsero a Parigi.

## Classifiche finali

### Classifica generale - Maglia gialla
| Pos. | Corridore         | Squadra     | Tempo      |
| ---- | ----------------- | ----------- | ---------- |
| 1    | Ferdi Kübler      | Svizzera    | 145h36'56" |
| 2    | Stan Ockers       | Belgio      | a 9'30"    |
| 3    | Louison Bobet     | Francia     | a 22'19"   |
| 4    | Raphaël Géminiani | Francia     | a 31'14"   |
| 5    | Jean Kirchen      | Lussemburgo | a 34'21"   |
| 6    | Kléber Piot       | Île-NordEst | a 41'35"   |
| 7    | Pierre Cogan      | Centro-SO   | a 52'22"   |
| 8    | Raymond Impanis   | Belgio      | a 53'34"   |
| 9    | Georges Meunier   | Centro-SO   | a 54'29"   |
| 10   | Jean Goldschmit   | Lussemburgo | a 55'21"   |

### Classifica scalatori
| Pos. | Corridore     | Squadra | Punti |
| ---- | ------------- | ------- | ----- |
| 1    | Louison Bobet | Francia | 58    |
| 2    | Stan Ockers   | Belgio  | 44    |
| 3    | Jean Robic    | Ovest   | 41    |